# 高橋喜久江
高橋 喜久江（たかはし きくえ、1933年3月6日 - 2020年12月26日）は、日本の社会活動家、フェミニスト、評論家である。日本キリスト教婦人矯風会の職員、元会頭。無教会新宿集会に所属したキリスト教徒。

## 生涯
1933年東京生まれ。お茶の水女子大学文教育学部を卒業後は私立高校の非常勤講師をしつつ、同大学の専攻科で学んだ。1957年4月に日本キリスト教婦人矯風会に就職。私生活では結婚し、2人の子どもがいる。
矯風会の先輩にあたる福田勝、久布白落実らと共に売春防止法に売る側のみを罰する「方向罰」ではなく、買う側も罰されるようにする為の法改正を行う運動を行った。1972年に「沖縄の売春ととりくむ会」を発足させ、翌1973年には「売春対策国民協議会」（1986年に「売買春問題ととりくむ会」に改称）を発足させ、2014年まで同会の事務局長を務めた。
1970年代以降、日本の経済大国化に伴い、日本人男性が近隣のアジア諸国で買春ツアーに及ぶことが増えてきた。特に1970年代は韓国に渡航する例が多かった。高橋は日本キリスト教協議会の山口明子らと韓国に幾度も渡航し、現地で日本人男性の団体が韓国の女性を「買う」ことを目撃した。中でも10代半ばの少女が買われているケースもあったという。これをキーセン（妓生）観光問題と呼ぶ。このこともあって、高橋は「アジアの女たちの会」など、他のフェミニストのグループとキーセン観光への反対を掲げた集会を開催した。この時に売る側だけを問題視する「売春」ではなく、買う側の問題を指摘する「買春」という言葉を高橋は積極的に使った。
1988年に尹貞玉と出会ってから、積極的に日本の慰安婦問題にも取り組んだ。矯風会として「戦争と女性への暴力」日本ネットワーク（VAWWW-NETジャパン）を支援した。
1986年にはドメスティックバイオレンスに遭った女性を支援するシェルター施設の女性の家HELPの設立、運営に携わった。2001年5月～2004年5月まで矯風会会頭。他に婦人保護施設「慈愛寮」を運営する社会福祉法人慈愛会の理事としても活動した。2010年にキリスト教功労者を受賞。
出典。

## 著書
- 「売買春問題にとりくむ」2004年5月 明石書店 ISBN 9784750319193